# ヴァシーリー・プーキレフ

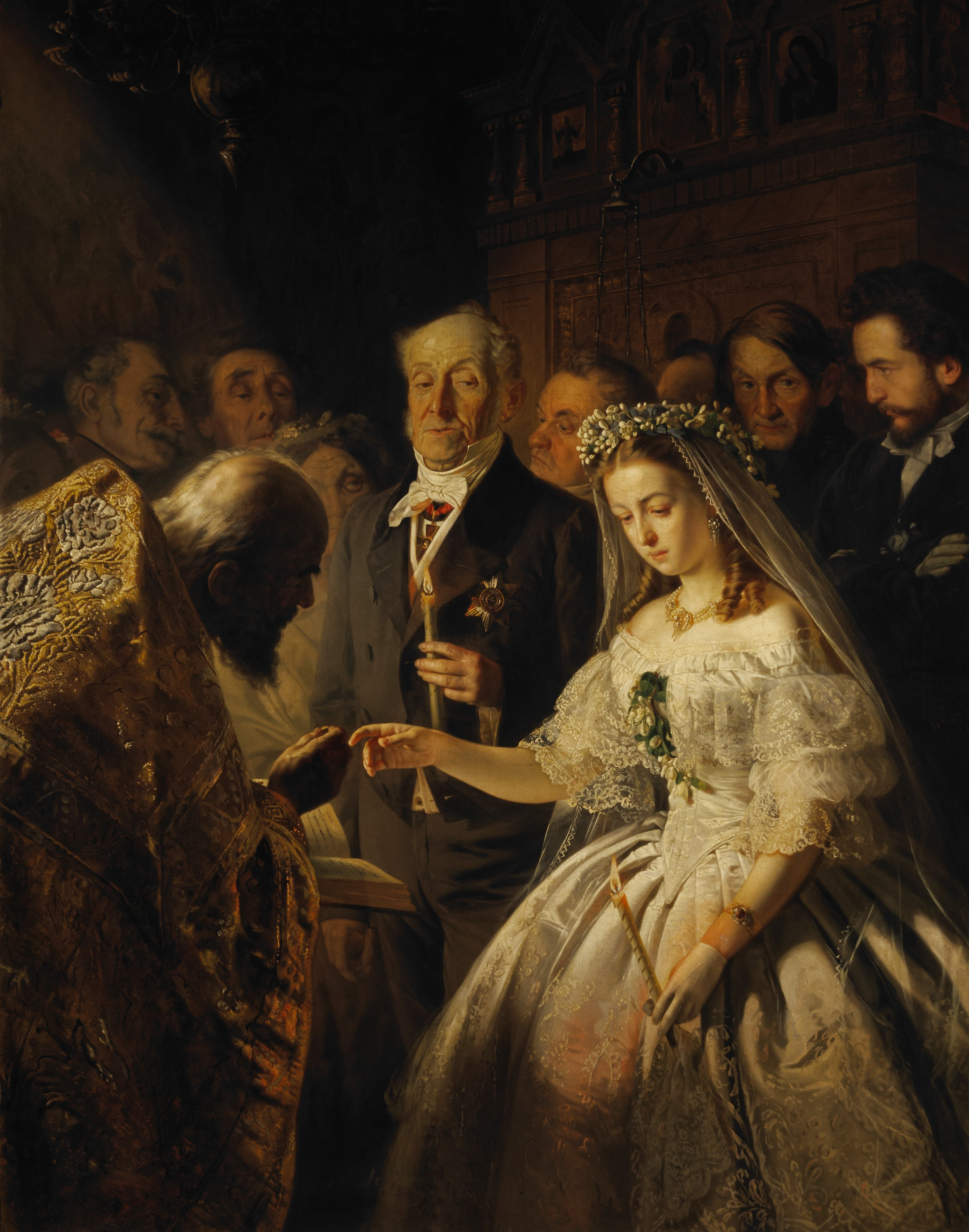
不釣合いな結婚 （1863年）　右端の人物がプーキレフの自画像となっている

ヴァシーリイ・ヴラディーミロヴィチ・プーキレフ（ロシア語: Василий Владимирович Пу́кирев, ラテン文字転写: Vasili Vladimirovich Pukirev）またはヴァシーリイ・ウラヅィミラヴィチ・プキラウ（ベラルーシ語: Васіль Уладзіміравіч Пукіраў、1832年12月13日〈ユリウス暦12月1日〉 – 1890年6月13日〈ユリウス暦6月1日〉）は、写実主義による世俗画を専門としたロシア人画家。

## 略歴
農家に生まれ、元々はモギリョフ（現マヒリョウ）のイコン画家の徒弟であった。ちょっとした巡り合わせでモスクワ絵画・彫刻・建築学校へと進学することができ、1847年から1858年までセルゲイ・ザリャーンコとアポローン・モクリーツキーに師事した。1850年以降は教員資格を得て美術教師として公立学校に勤めた。
1860年に歴史画と肖像画の講師になり、母校の近くのアパルトマンに落ち着いて、1873年まで同校の教壇に立った。1862年と1864年にモスクワ美術愛好家協会の後援で、国外を旅して画廊を見学することができた。1869年にはアレクセイ・サヴラソフと協働で、公立学校で役立てるために図画の科目を整備した。絵画以外にイコンや、ゴーゴリやツルゲーネフの著作のための挿し絵も手懸けている。
1873年に健康上の不安から教職を断念すると、1879年に画家仲間が集って手当を供与したが、プーキレフは1890年に貧困のうちにほぼ忘れられて世を去った。

## 不釣合いな結婚
プーキレフの最も名高い作品が、現在トレチャコフ美術館に展示されている『不釣合いな結婚』である。プーキレフの姿がキャンバスの右端に（おそらくはベストマンとして）描かれており、そのため本作は作者自身の実生活における失恋というエピソードを描いたものだとする話が浮上した。1863年にプーキレフは、本作を根拠としてロシア帝国美術アカデミーの名誉教授に任命された。本作は、プーキレフの支持者が、通常の世俗画が懐古趣味や感傷性に走りがちなのに対して、近代生活の中から深刻な主題を取り上げたとして称賛したことにより、報道機関に熱い論争を引き起こしてもいる。

## 作品集

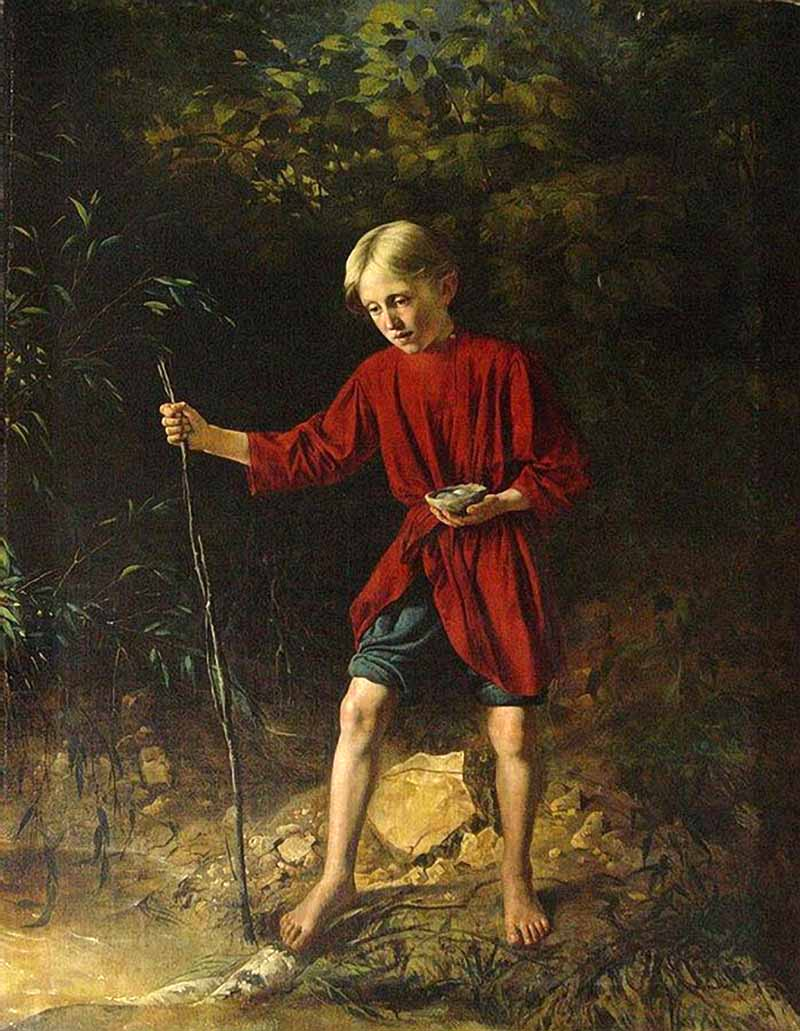
鳥の巣を持った少年（1856年）
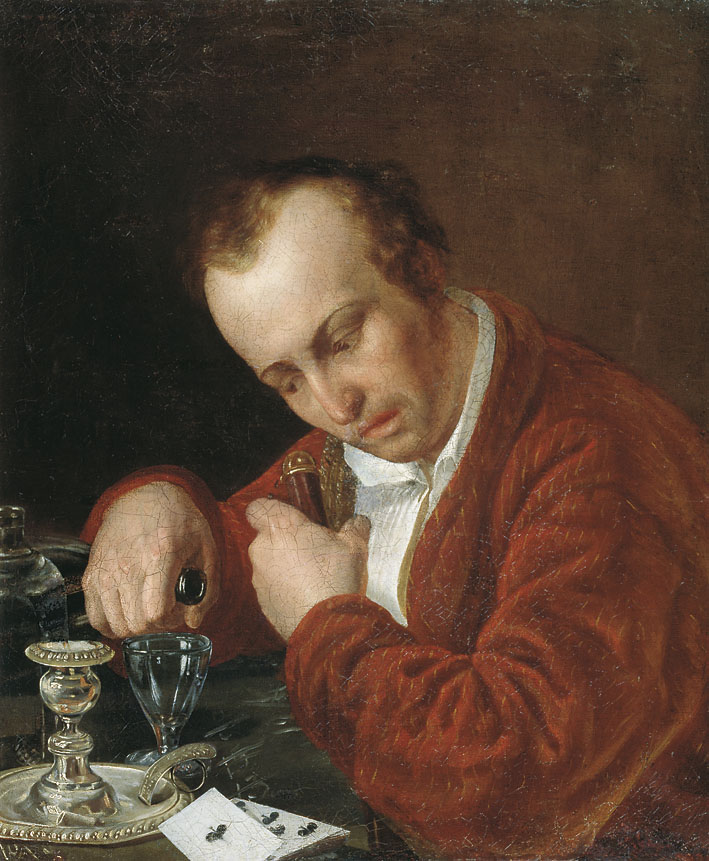
博奕打ち（1865年）
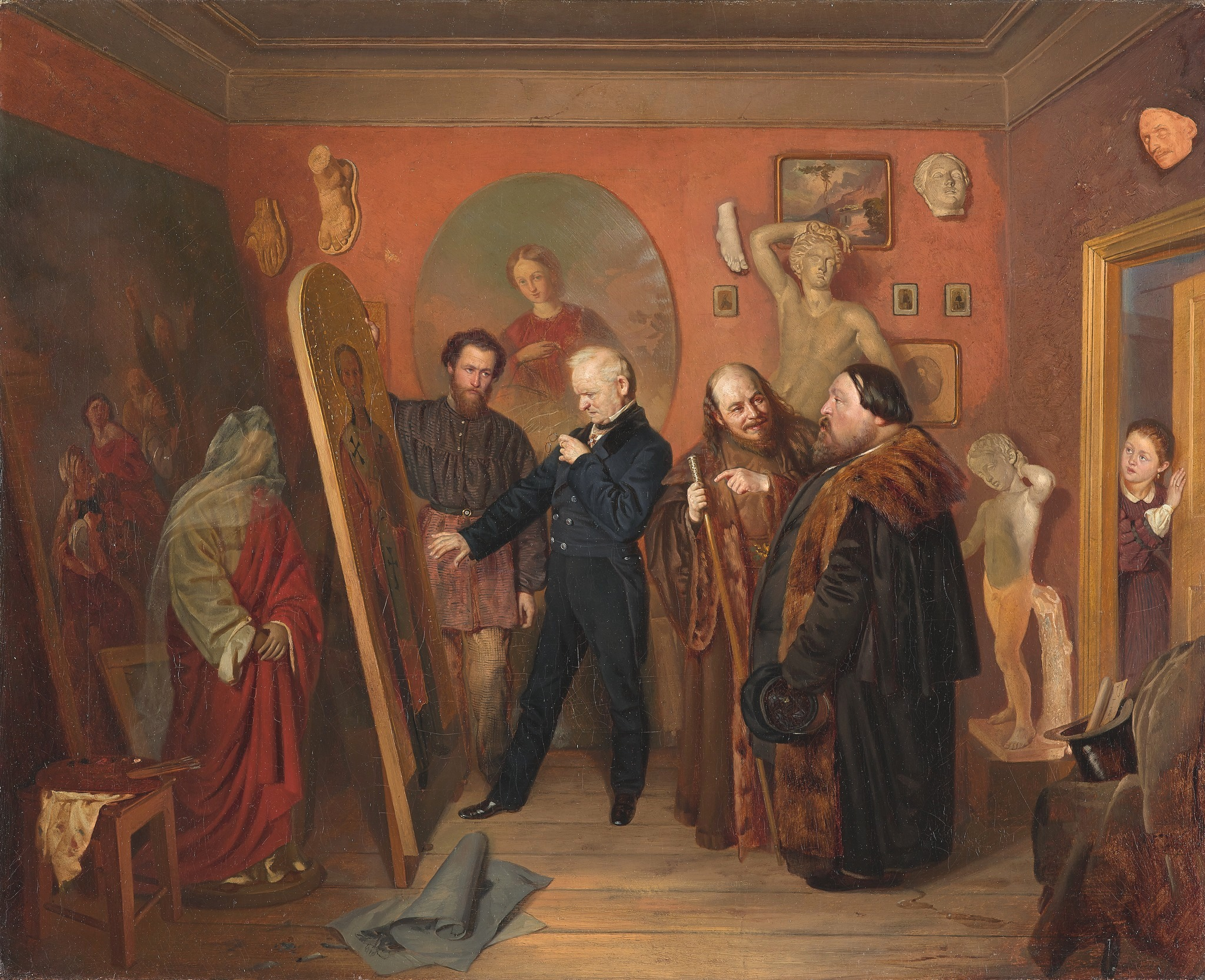
画家の工房にて（1865年）
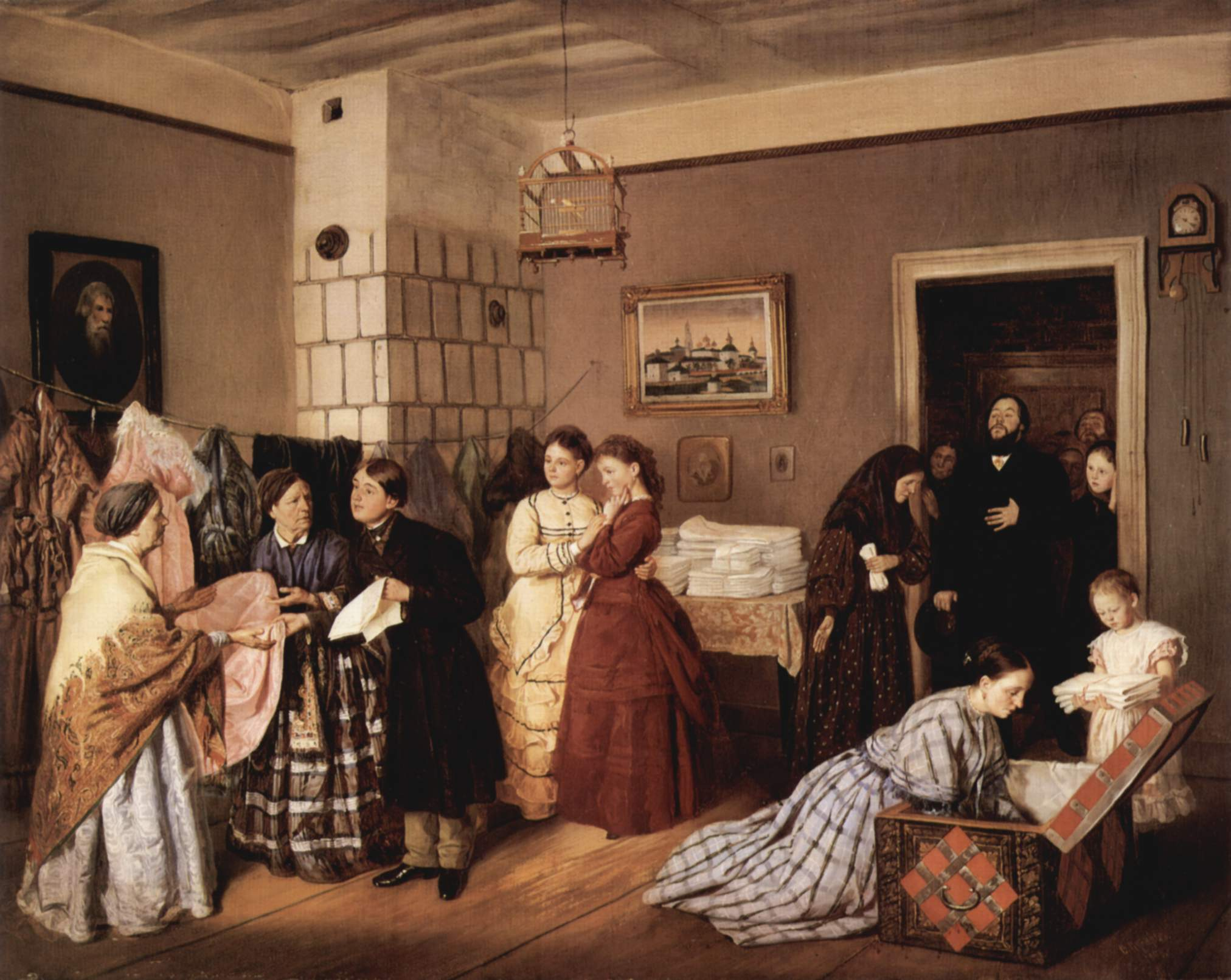
商家における持参金の受け取り（1873年）
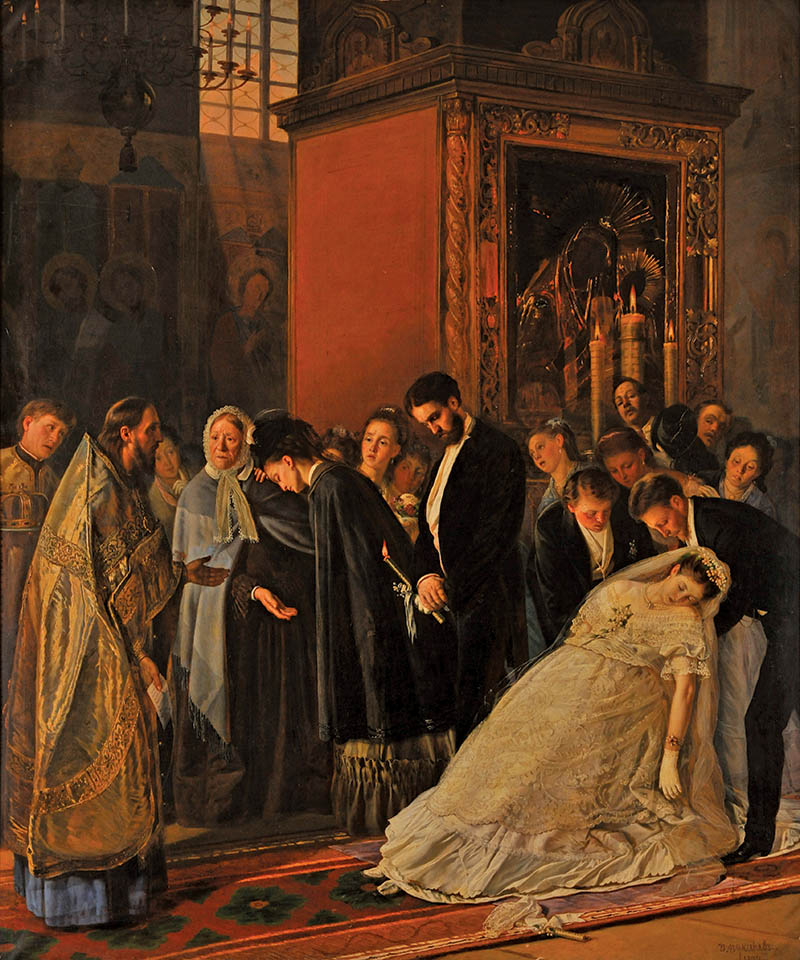
中断された婚礼（1877年）